# Fissistigma oblongum
Fissistigma oblongum là loài thực vật có hoa thuộc họ Na. Loài này được (Craib) Merr. mô tả khoa học đầu tiên năm 1919.